# Wiggins, Mississippi
Wiggins là một thành phố thuộc quận Stone, tiểu bang Mississippi, Hoa Kỳ. Năm 2010, dân số của thành phố này là 4 390 người.

## Dân số
- Dân số năm 2000: 3 849 người.
- Dân số năm 2010: 4 390 người.